# Anton Eriksson
Anton Eriksson (Umeå, 5 de marzo de 2000) es un futbolista sueco que juega en la demarcación de defensa para el IFK Norrköping de la Allsvenskan.

## Selección nacional
Tras jugar en las categorías inferiores de la selección, finalmente hizo su debut con la selección de fútbol de Suecia en un partido amistoso contra Estonia que finalizó con un resultado de 2-1 a favor del combinado sueco tras el gol de Kevor Palumets para Estonia, y de Sebastian Nanasi y Isaac Thelin para Suecia.

## Clubes
| Club            | País   | Año       | Partidos | Goles |
| --------------- | ------ | --------- | -------- | ----- |
| IFK Umeå 2      | Suecia | 2015      | 1        | 0     |
| Umeå FC Akademi | Suecia | 2016-2017 | 31       | 6     |
| Umeå FC         | Suecia | 2016-2019 | 60       | 7     |
| GIF Sundsvall   | Suecia | 2020-2022 | 62       | 0     |
| IFK Norrköping  | Suecia | 2022-     | 73       | 0     |